# ФК «Ньютон Хит (Ланкашир энд Йоркшир Рейлуэй)» в сезоне 1884/1885
Сезон 1884/85 стал для футбольного клуба «Ньютон Хит (Ланкашир энд Йоркшир Рейлуэй)» вторым после начала участия в официальных футбольных турнирах. В предыдущем сезоне клуб впервые сыграл в Кубке Ланкашира, выбыв из его розыгрыша в первом же раунде. В этом сезоне «Ньютон Хит» смог дойти до второго раунда этого турнира.
Также в этом сезоне клуб впервые сыграл в Кубке Манчестера и окрестностей, дойдя до финала этого турнира, в котором уступил клубу «Херст».

## Кубок Ланкашира
После поражения от резервного состава «Блэкберн Олимпик» в прошлом сезоне, «Ньютон Хит» сыграл в первом раунде Кубка Ланкашира 1884/85 с клубом «Хэйдок Темперенс» на домашнем стадионе «Норт Роуд». «Язычники» одержали победу со счётом  4:0 и вышли во второй раунд, где встретились с клубом «Баксенден». В том матче «Ньютон Хит» потерпел поражение со счётом 4:1 и выбыл из розыгрыша Кубка.
| Дата             | Раунд   | Соперник         | Д / В | Счёт | Авторы голов за «Ньютон Хит» | Зрители |
| ---------------- | ------- | ---------------- | ----- | ---- | ---------------------------- | ------- |
| 20 сентября 1884 | Раунд 1 | Хэйдок Темперенс | Д     | 4:0  | неизвестно                   |         |
| 25 октября 1884  | Раунд 2 | Баксенден        | В     | 1:4  | неизвестно                   |         |

## Кубок Манчестера и окрестностей
В сезоне 1884/85 «Ньютон Хит» принял участие в новом турнире, Кубке Манчестера и окрестностей, который был основан в 1885 году. В этом турнире принимали участие команды как из самого Манчестера, так и из близлежащих районов. Число команд было меньшим, чем в Кубке Ланкашира, поэтому и конкуренция была ниже.
В первом раунде соперником «язычников» стал клуб «Экклз», который был обыгран со счётом 3:2 на домашнем стадионе «Норт Роуд» 31 января 1885 года. «Экклз» подал апелляцию на результат матча, заявив, что третий гол «Ньютон Хит» был забит не по правилам. Апелляция была удовлетворена, и две недели спустя состоялась переигровка. Она прошла на «Хенриетта Стрит» в районе Олд Траффорд, домашнем стадионе футбольного клуба «Манчестер». На этот раз «Ньютон Хит» одержал убедительную победу со счётом 3:0.
Во втором раунде «язычники» сыграли с клубом, считавшемся фаворитом турнира, командой под названием «Манчестер». Несмотря на предматчевые прогнозы, «Ньютон Хит» одержал комфортную победу на поле соперника, забив три безответных гола. В полуфинале «железнодорожники» одержали победу над командой колледжа Оуэнса (который в будущем станет Университетом Манчестера) со счётом 4:3 и вышли в финал.
В финальном матче, который прошёл на регбийном поле «Уолли Рейндж» на юге Манчестера в субботу, 25 апреля 1885 года, «язычники» встретились с клубом «Херст». Погода была неблагоприятная: дул сильный ветер, периодически шёл сильный дождь. Зрителей на матче было, по разным оценкам, от 3500 до 4000. Перед началом игры «Ньютон Хит» выиграл жеребьёвку и выбрал играть по направлению ветра. Первый тайм завершился без забитых мячей, несмотря на некоторое преимущество «Херста». Из-за сильного дождя начало второго тайма было отложено на 10 минут. Во втором тайме «Ньютон Хит» играл против ветра. Первый гол за «Херст» забил Болл, замкнувший навес Фиша. Второй гол был забит дальним ударом Ингэма, пославшим мяч под перекладину. Третий гол забил Бернс. Игра завершилась победой «Херста» со счётом 3:0. Кубок Манчестера был вручён мистеру Ингэму (капитану «Херста») мистером Колбертом (президентом Футбольной ассоциации Манчестера и окрестностей), который поздравил команду «Херст» с выигрышем первого в истории Кубка Манчестера. Финалисты, как победители, так и проигравшие, не получили медалей за участие в финале, как того требовали правила, так как у Футбольной ассоциации Манчестера и окрестностей не было денег для изготовления медалей. Состав «Ньютон Хит» в этом финале был такой: К. Фултон — вратарь, Сэм Блэк (капитан) и Джей Митчелл — защитники, Э. Хауэллс, Т. Кей, Э. Моран — хавбеки, Т. Дейвис, У. Сиддонс — правофланговые нападающие, Дж. Готеридж и Э. Дейвис — левофланговые нападающие, Дж. Эрп — центральный нападающий. Главным арбитром матча был Т. Хиндл из Футбольной ассоциации Дарвена и Ланкашира.
| Дата            | Раунд                | Соперник                  | Стадион (Д / В / Н)           | Счёт           | Авторы голов за «Ньютон Хит» | Зрители |
| --------------- | -------------------- | ------------------------- | ----------------------------- | -------------- | ---------------------------- | ------- |
| 31 января 1885  | Раунд 1              | Экклз                     | Д                             | 3:2            | неизвестно                   | 400     |
| 14 февраля 1885 | Раунд 1. Переигровка | Экклз                     | Генриетта Стрит, Олд Траффорд | 3:0            | Т. Дейвис, Блирс, Готеридж   |         |
| 7 марта 1885    | Раунд 2              | Манчестер                 | В                             | 3:0            | Т. Дейвис, Джордан, Блирс    |         |
| 18 апреля 1885  | Полуфинал            | Далтон Холл Оуэнс Колледж | Херст                         | 4:3 (доп. вр.) | Хоулз, Т. Дейвис (2), Ирп    | 3000    |
| 25 апреля 1885  | Финал                | Херст                     | Уолли Рейндж, Манчестер       | 0:3            |                              | 3500    |

## Товарищеские матчи
| Дата            | Соперник                      | Д / В | Счёт | Авторы голов за «Ньютон Хит»                                                | Зрители |
| --------------- | ----------------------------- | ----- | ---- | --------------------------------------------------------------------------- | ------- |
| 4 октября 1884  | Эрлстаун (резервный состав)   | Д     | 2:1  | неизвестно                                                                  |         |
| 11 октября 1884 | Хотон Дейл (резервный состав) | Д     | 2:1  | Сиддонс, неизвестно                                                         |         |
| 3 ноября 1884   | Гринхейз                      | В     | 3:1  | Джордан, Блирз, Готеридж                                                    |         |
| 15 ноября 1884  | Пендлтон Олимпик              | Д     | 3:1  | Джордан, Проу, автогол                                                      | 2000    |
| 22 ноября 1884  | Отрингтон Парк                | В     | 4:2  | Т. Дейвис, Джордан, Ригби, Бич                                              |         |
| 29 ноября 1884  | Хейвуд                        | Д     | 5:1  | Т. Дейвис, Бич (4)                                                          |         |
| 7 декабря 1884  | Манчестер (резервный состав)  | Д     | 5:1  | неизвестно                                                                  |         |
| 13 декабря 1884 | Далтон Холл Оуэнс Колледж     | Д     | 4:1  | Т. Дейвис, Бич, Готеридж, Блирз                                             |         |
| 20 декабря 1884 | Левеншулм                     | В     | 4:0  | Проу, Готеридж, неизвестно                                                  |         |
| 27 декабря 1884 | Хейвуд                        | В     | 1:1  | неизвестно                                                                  |         |
| 3 января 1885   | Экклз                         | Д     | 0:0  |                                                                             |         |
| 10 января 1885  | Отрингтон Парк                | Д     | 3:2  | Готеридж (2), неизвестно                                                    |         |
| 17 января 1885  | Гортон                        | В     | 2:1  | Джордан (2)                                                                 |         |
| 24 января 1885  | Стретфорд                     | В     | 12:0 | Т. Дейвис, Моррис, Джордан (3), Блирз (2), Готеридж, Ломакс (2), неизвестно |         |
| 7 февраля 1885  | Донкастер Роверс              | В     | 2:2  | неизвестно                                                                  |         |
| 21 февраля 1885 | Гортон                        | Д     | 6:0  | Блэк, Митчелл, Сиддонс, Блирз, автогол, неизвестно                          |         |
| 14 марта 1885   | Гринхейз                      | Д     | 3:1  | Моррис, Джордан, Готеридж                                                   |         |
| 21 марта 1885   | Уэст Манчестер                | Д     | 5:4  | Сиддонс (2), Эрп, Макгрегор, неизвестно                                     |         |
| 28 марта 1885   | Эрлстаун                      | Д     | 0:2  |                                                                             | 1000    |
| 4 апреля 1885   | Блэкберн Олимпик              | Д     | 0:1  |                                                                             | много   |

1. ↑  Несколько игроков команды-соперника ушли с поля после 80 минуты.
2. ↑  Матч был отменён на 80-й минуте из-за плохого освещения.
3. ↑  Вырученные от продажи билетов деньги были переданы в Больничный фонд Манчестера.

## Матчи резервной команды
| Дата           | Соперник                  | Д / В | Счёт | Авторы голов за «Ньютон Хит» | Зрители |
| -------------- | ------------------------- | ----- | ---- | ---------------------------- | ------- |
| 22 ноября 1884 | Саутпорт                  | Д     | 4:3  | неизвестно                   |         |
| 17 января 1885 | Гортон Вилла (резервисты) | Д     | 3:1  | неизвестно                   |         |
| 24 января 1885 | Стретфорд (резервисты)    | В     | 7:0  | неизвестно                   |         |
| 11 апреля 1885 | Стретфорд (резервисты)    | В     | 0:0  |                              |         |

## Трансферы

### Пришли в клуб
| Дата         | Поз. | Имя             | Из клуба   | Прим. |
| ------------ | ---- | --------------- | ---------- | ----- |
| Октябрь 1884 | Нап  | Джеймс Готеридж | неизвестно | [ 2 ] |
| Февраль 1885 | Защ  | Дж. Митчелл     | неизвестно | [ 3 ] |
| Март 1885    | Нап  | Э. Лонгтон      | неизвестно | [ 4 ] |
| 1885         | Защ  | Эдвард Хауэллс  | неизвестно | [ 5 ] |